# 홀리 (2013년 영화)
"홀리"는 2013년에 개봉한 대한민국의 영화이다.

## 캐스팅
- 신이 : 홀리 역
- 방민아 : 완이 역
- 정애연 : 수진 역
- 경수진 : 캐시 역
- 강성호 : 제이슨 역
- 전병철 : 영업상무 역
- 윤태민 : 진우 역
- 윤지은 : 단비 역
- 지수빈 : 미란 역
- 노언비 : 다희 역
- 이윤경 : 어린 홀리 역
- 김혜인 : 어린 수진 역
- 이창대 : 담임 역
- 김나온 : 웨이터 역
- 박준서 : 박 실장 역
- 송민석 : 심사위원 1 역
- 정필승 : 심사위원 2 역
- 이승우 : 심사위원 3 역
- 강다혜 : 여기자 1 역
- 박보민 : 여기자 2 역
- 심재훈 : 남기자 1 역
- 신동엽 : 남기자 2 역